# Ano/Ne
Ano/Ne (v anglickém originále Yes/No) je desátá epizoda třetí série amerického hudebního televizního seriálu Glee a v celkovém pořadí padesátá čtvrtá epizoda. Napsala ji Brad Falchuk, režíroval Eric Stoltz a poprvé se vysílala ve Spojených státech dne 17. ledna 2012 na televizním kanálu Fox. Obsahuje odhalení útěku a dvou žádostí o sňatek, včetně požádání o ruku od Willa Schuestera (Matthew Morrison) k Emmě Pillsbury (Jayma Mays).
tato epizoda získala smíšené recenze. Zatímco se Willova scéna s žádostí o ruku setkala s mnoha pozitivnímu ohlasy, tak scéna, kdy Will požádá Finna (Cory Monteith), aby byl jeho svědkem, byla ostře odsouzena: představa, že Will nemá žádné dospělé přátele a zeptal se jednoho ze svých studentů, je nesmyslná a příliš nereálná. Kritici ale naopak chválili doprovodnou zápletku obsahující zájem Becky (Lauren Potter) o Artieho (Kevin McHale) a její duševní hlas, který namluvila Helen Mirren.
Hudební vystoupení z vystoupení se shledaly s více pozitivními ohlasy, než samotná epizoda jako celek. Všech šest hudebních čísel bylo vydáno jako singly a pět z nich se umístilo v hudebních žebříčcích Billboard Hot 100 a Canadian Hot 100. V původním vysílání epizodu sledovalo celkem 7,50 milionů amerických diváků ve věkovém okruhu od osmnácti do čtyřiceti devíti let. Celková sledovanost epizody byla větší v porovnání s předchozí epizodou s názvem Velmi neobyčejně veselé Vánoce.

## Děj epizody

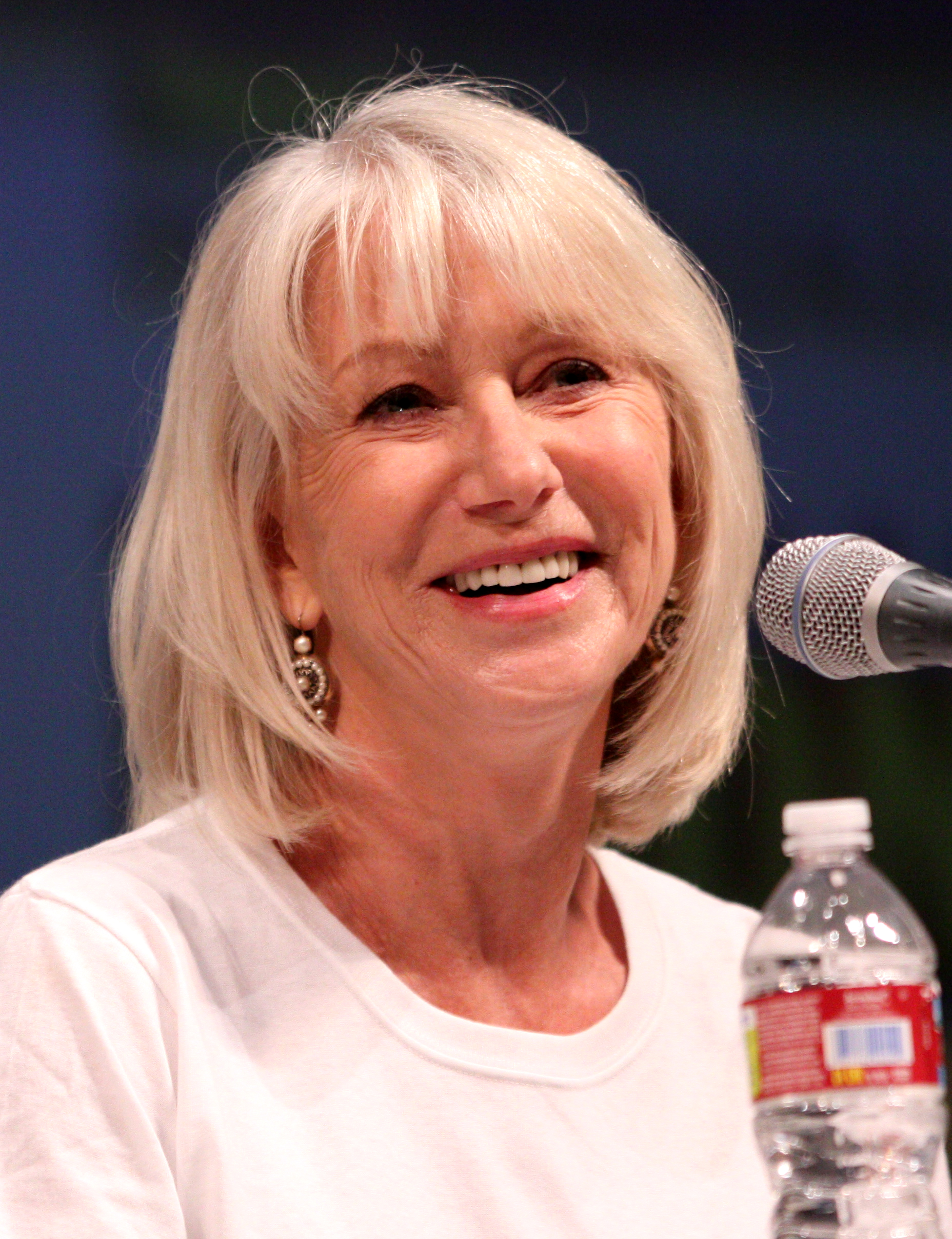
Helen Mirren (na obrázku) byla uznávána kritiky za namluvení myšlenek Becky Jackson (Lauren Potter)

Emma (Jayma Mays) si klade otázku, zda ji Will (Matthew Morrison) vůbec někdy požádá o ruku. Fantazíruje o jejich svatbě a ve fantazii zpívá "Wedding Bell Blues". Je ponížená, když zjistí, že během jejího fantazírování ona bezděčně a veřejně požádala Willa, aby si ji vzal a okamžitě popírá, že by tak učinila. Nicméně povzbuzený Will dává sboru tento týden za úkol vybrat pro něj dokonalou píseň, kterou by požádal Emmu o ruku.
Mercedes (Amber Riley) a Sam (Chord Overstreet) samostatně vyprávějí svým přátelům o jejich letním vztahu a zpívají píseň "Summer Nights" z Pomády. Sam navrhne Mercedes, že by se měli dát znovu dohromady, ale ona mu připomene, že chodí se Shanem (LaMarcus Tinker). Sam doufá, že na ní univerzitní sportovní bunda udělá dojem a připojí se k jedinému školnímu sportovnímu týmu, který stále nabírá nové členy, k synchronizovanému plavání. Později, když Mercedes zpívá "The First Time Ever I Saw Your Face" s Rachel (Lea Michele), Tinou (Jenna Ushkowitz) a Santanou (Naya Rivera) pro Willa jako jejich návrh na píseň na požádání o ruku, tak si Mercedes místo Shana představuje Sama a je z toho zoufalá.
Becky Jackson (Lauren Potter, jejíž vnitřní hlas namluvila Helen Mirren), se rozhodla, že chce Artieho (Kevin McHale) jako svého přítele a požádá ho o schůzku. Ten později před ní vystoupí se svým nápadem pro Willovo požádání o ruku—sexy mashupem písní "Moves Like Jagger" a "Jumpin' Jack Flash"—ale ona ho informuje, že jejich schůzka také obsahuje večeři. Sbor se bojí, že Artie bude vzbuzovat v Becky falešné naděje, ale Artie jim řekne, že se na večeři dobře bavil a že by měli zkoumat své vlastní předsudky o lidech se zdravotním postižením. Nicméně, když Becky řekne Artiemu, že se s ním chce vyspat, tak Artie zpanikaří a požádá Sue (Jane Lynch) o radu, jak přerušit jejich vztah. Sue mu poradí, aby s Becky jednal jako s kýmkoli jiným a řekl jí to přímo. Becky je zklamaná a později ji Sue utěšuje.
Will požádá Finna (Cory Monteith), aby byl jeho svědkem a Finn řekne Willovi, že zvažuje, že se připojí k armádě. Will zorganizuje setkání Finna, jeho a Emmy plus Finnovy matky Carole (Romy Rosemont) a s nevlastním otcem Burtem (Mike O'Malley), kteří o Finnových plánech jít do armády nevěděli. Finn vysvětlí, že cítí jako závazek ke svému zemřelému otci, aby se stal dobrým mužem a pomáhal lidem. Jeho matka prozradí, že před ním zatajovala fakt, že jeho otec nezemřel v Iráku, ale místo tam utrpěl posttraumatickou stresovou poruchou, byl vyřazen z armády a zemřel na předávkování se léky po návratu domů. Tato novinka je pro Finna zničující a on, Rachel a Kurt mluví o tom, jak se budoucnost již nejeví slibně. Rachel zpívá Finnovi píseň "Without You" a ti dva se obejmou.
Will požádá Emminy rodiče (Don Most a Valerie Mahaffey) o požehnání k jejich sňatku, ale oni ho odmítají udělit, protože pochybují, že by Emma mohla zvládnout svatbu a později i mít děti. Nevědomá o tomto rozhovoru se Emma později zeptá Willa o jejich pokroku směrem k manželství a on také klade otázku, zda může Emma zvládnout mít rodinu, když trpí obsedantně kompulzivní poruchou. I kdyžje Emma velice rozrušená, tak Willovi řekne, že její nemoc je částí z ní: musí se rozhodnout, jestli by měli zůstat spolu. Will si uvědomí, že bez ohledu na všechno Emmu miluje a vytvoří velkolepou žádost o ruku—pomůže mu sbor a oddíl synchronizovaného plavání, kteří zpívají a předvedou vodní balet na píseň "We Found Love"—kterou Emma v slzách štěstí přijímá. Později Finn překvapí Rachel s žádostí o ruku, kterou doplní zásnubním prstýnkem, což jí nechává beze slov.

## Seznam písní
- "Summer Nights"
- "Wedding Bell Blues"
- "Moves Like Jagger / Jumpin' Jack Flash"
- "The First Time Ever I Saw Your Face"
- "Without You"
- "We Found Love"

## Hrají
| Dianna Agron      | Quinn Fabray          |
| Chris Colfer      | Kurt Hummel           |
| Darren Criss      | Blaine Anderson       |
| Jane Lynch        | Sue Sylvester         |
| Jayma Mays        | Emma Pillsburry       |
| Kevin McHale      | Artie Abrams          |
| Lea Michele       | Rachel Berry          |
| Cory Monteith     | Finn Hudson           |
| Heather Morris    | Brittany Pierce       |
| Matthew Morrison  | William Schuester     |
| Amber Riley       | Mercedes Jones        |
| Naya Rivera       | Santana Lopez         |
| Mark Salling      | Noah „Puck“ Puckerman |
| Harry Shum mladší | Mike Chang            |
| Jenna Ushkowitz   | Tina Cohen-Chang      |